# KkStB 149
| KFNB Vc1,2 / kkStB 149 / BBÖ 149             | KFNB Vc1,2 / kkStB 149 / BBÖ 149 | KFNB Vc1,2 / kkStB 149 / BBÖ 149 |
| -------------------------------------------- | -------------------------------- | -------------------------------- |
| KFNB Vc2 317 „SOKOLNITZ“ später kkStB 149.29 |                                  |                                  |
| Technische Daten                             |                                  |                                  |
| Hersteller                                   | StEG, Wiener Neustadt            | StEG, Wiener Neustadt            |
|                                              | Vc1                              | Vc2                              |
| Bauart                                       | C n2                             | C n2                             |
| Zylinder-Ø                                   | 435 mm                           | 435 mm                           |
| Kolbenhub                                    | 632 mm                           | 632 mm                           |
| Treibrad-Ø                                   | 1266 mm                          | 1266 mm                          |
| Laufrad-Ø vorne                              | –                                | –                                |
| Laufrad-Ø hinten                             | –                                | –                                |
| fester Radstand                              | 3003 mm                          | 3003 mm                          |
| Gesamtradstand                               | 3003 mm                          | 3003 mm                          |
| Gesamtradstand + Tender                      | 10000 mm                         | 9630 mm                          |
| Heizfl. d. Rohre                             | 109,5 m²                         | 109,5 m²                         |
| Heizfl. d. Feuerbüchse                       | 7,90 m²                          | 7,90 m²                          |
| Rostfl.                                      | 1,60 m²                          | 1,60 m²                          |
| Dampfdruck                                   | 8,6                              | 10,0                             |
| Gewicht (leer)                               | 29,0 t                           | 29,0 t                           |
| Adhäsionsgewicht                             | 32,0 t                           | 32,0 t                           |
| Dienstgewicht                                | 32,0 t                           | 32,0 t                           |
| Tender                                       | KFNB H 2 (später kkStB 8)        | KFNB H 2 (später kkStB 8)        |
| Dienstgewicht + Tender                       | 56,0 t                           | 54,0 t                           |
| Wasser                                       | 9,6 m³                           | 9,5 m³                           |
| Kohle                                        | 7,1 m³                           | 6,4 m³                           |
| Länge                                        | 7,929 m                          | 7,929 m                          |
| Länge + Tender                               | 14,122 m                         | 13,640 m                         |
| Höhe                                         | 4,440 m                          | 4,440 m                          |

Die Dampflokomotivreihe kkStB 149 war eine Güterzug-Schlepptenderlokomotivreihe der kkStB, die ursprünglich von der KFNB stammte.
Die Lokomotivfabrik der StEG und die Wiener Neustädter Lokomotivfabrik lieferten von 1865 bis 1870 77 Stück dieser Lokomotiven der Bauart C, die der SB 29 ähnlich waren.
Die KFNB unterschied bei den Maschinen der Reihe Vc zwei Bauarten, die als Vc1 und Vc2 bezeichnet wurden und sich in Details, vor
allem in Bezug auf den Kesseldruck und die eingesetzten Tender (G und H2), unterschieden.
Die Maschinen der Reihe Vc waren hauptsächlich auf der Strecke Wien–Lundenburg eingesetzt.
Bei der kkStB bildeten sie die Reihe 149.
Nach dem Ersten Weltkrieg kam die Reihe 149 zum Teil zu den PKP, als Reihe 311.3 zu den ČSD und zu den BBÖ.
Die ČSD musterten die Lokomotiven bis 1940 aus, die BBÖ schon bis 1929.

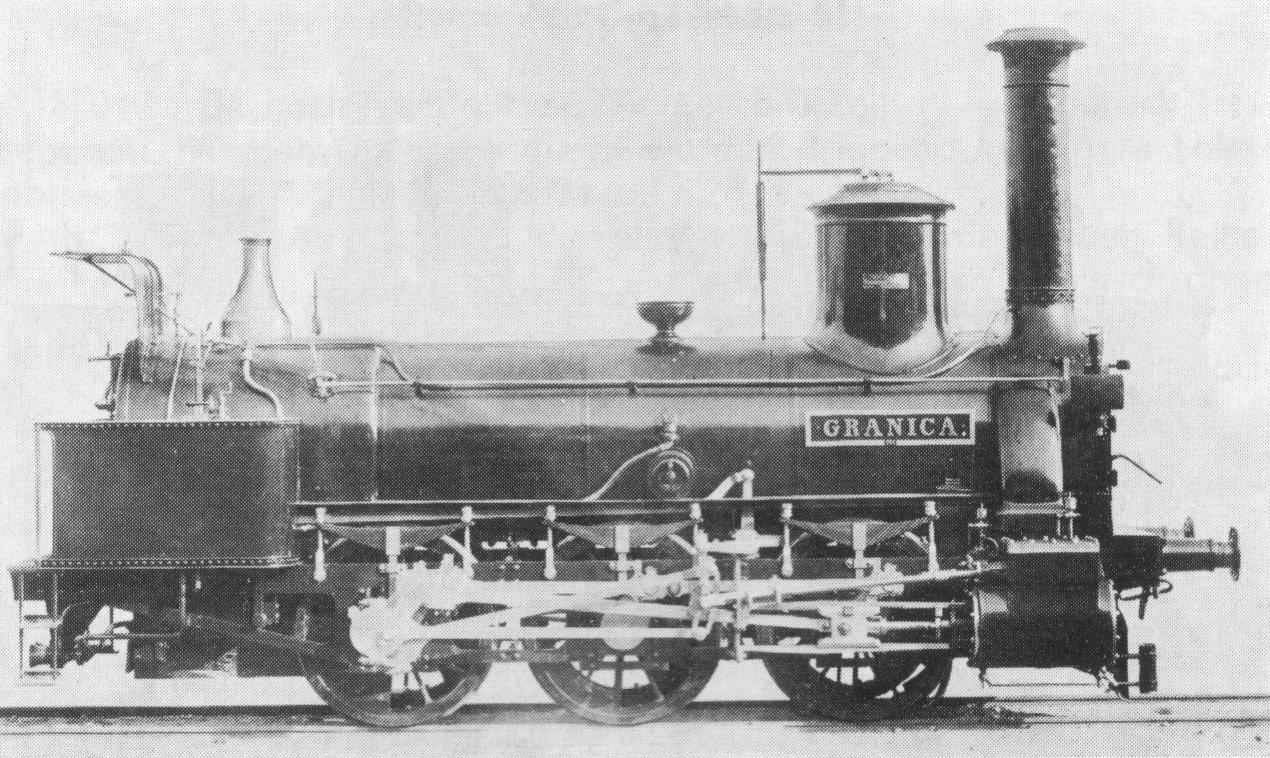
KFNB Vc2 292 „GRANICA“ später kkStB 149.06